# De Witt (famiglia)

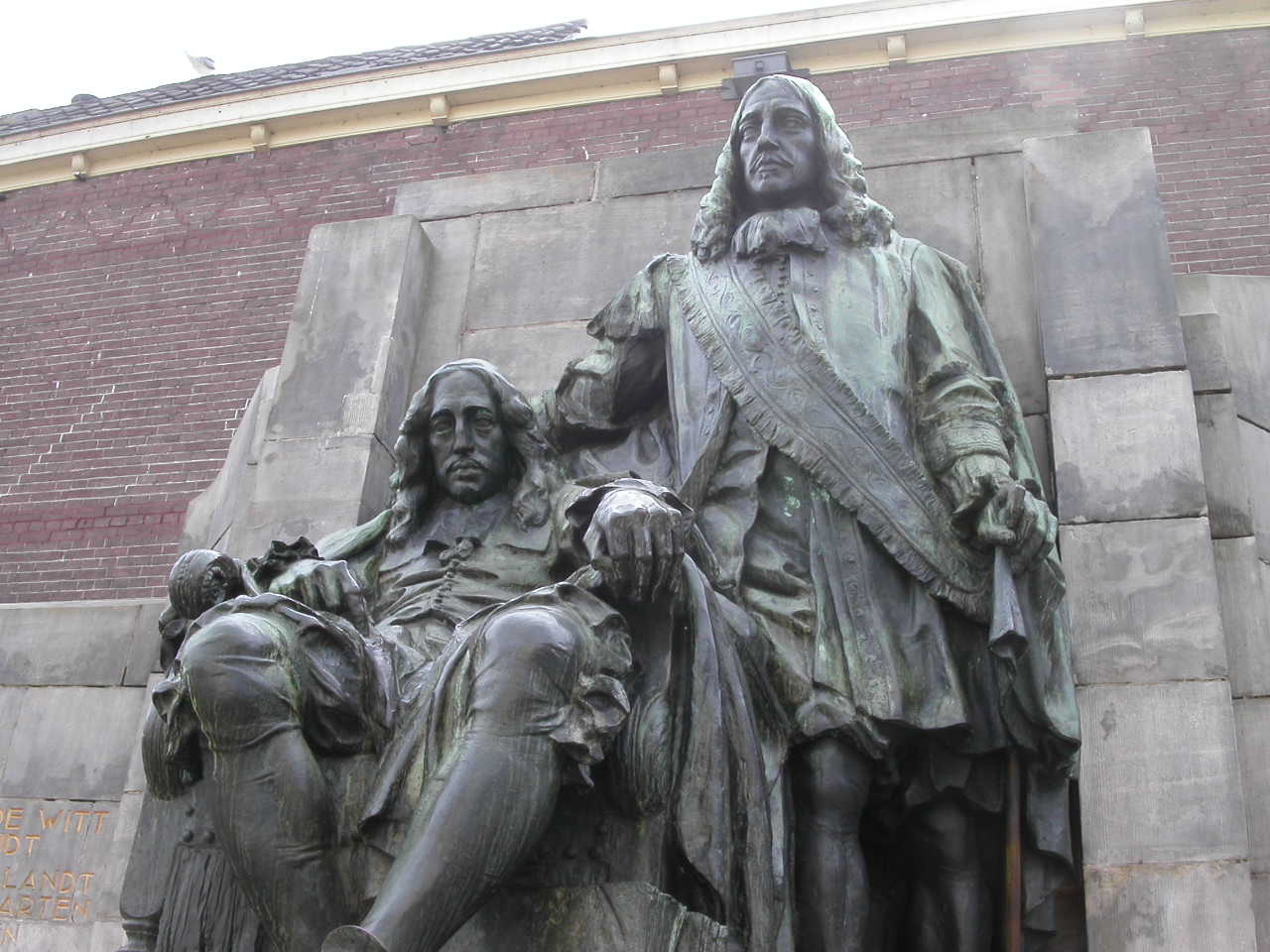
Cornelis e Johan de Witt (Dordrecht)

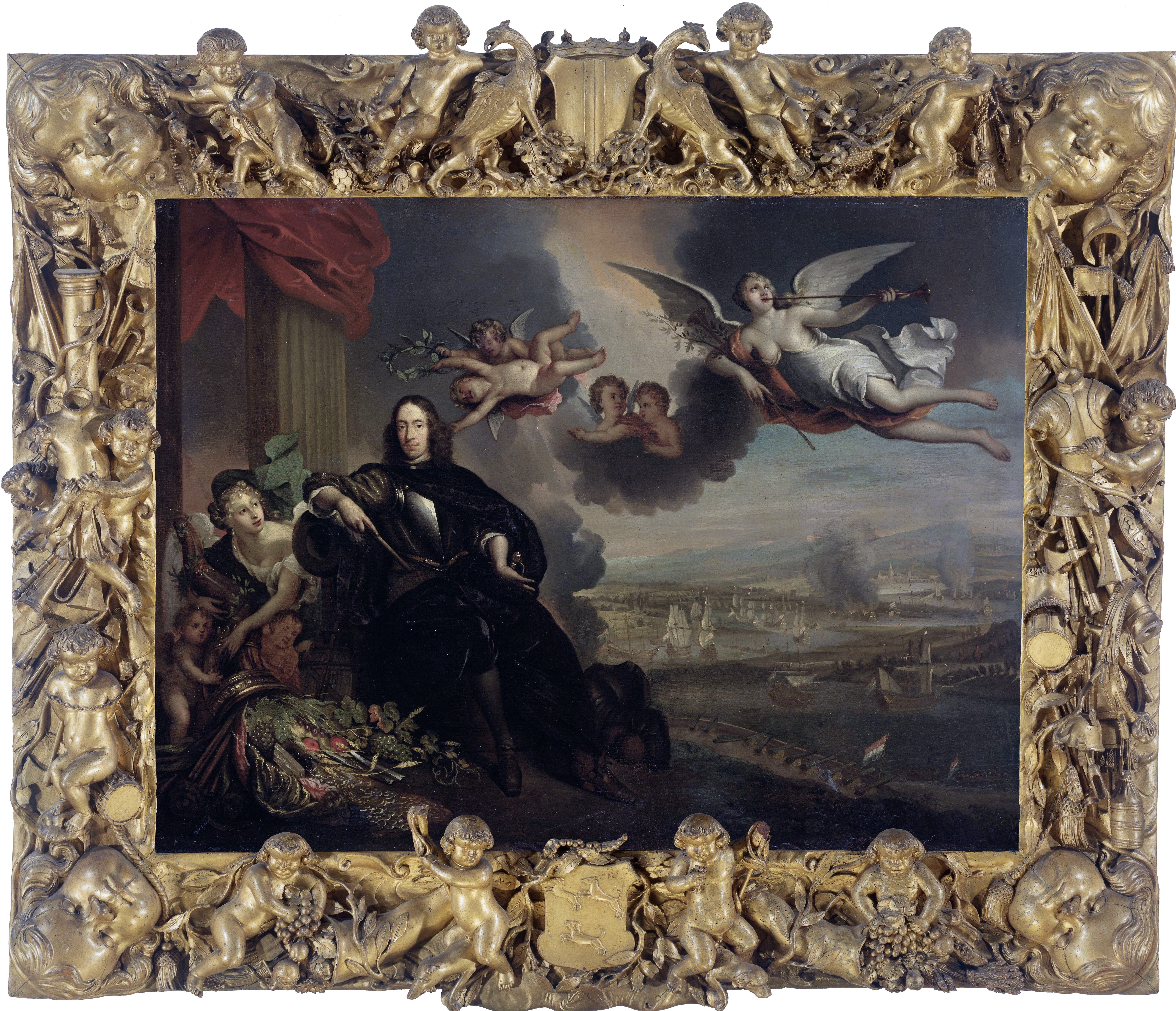
Johan de Witt, dipinto di Jan de Baen, Rijksmuseum (Amsterdam)

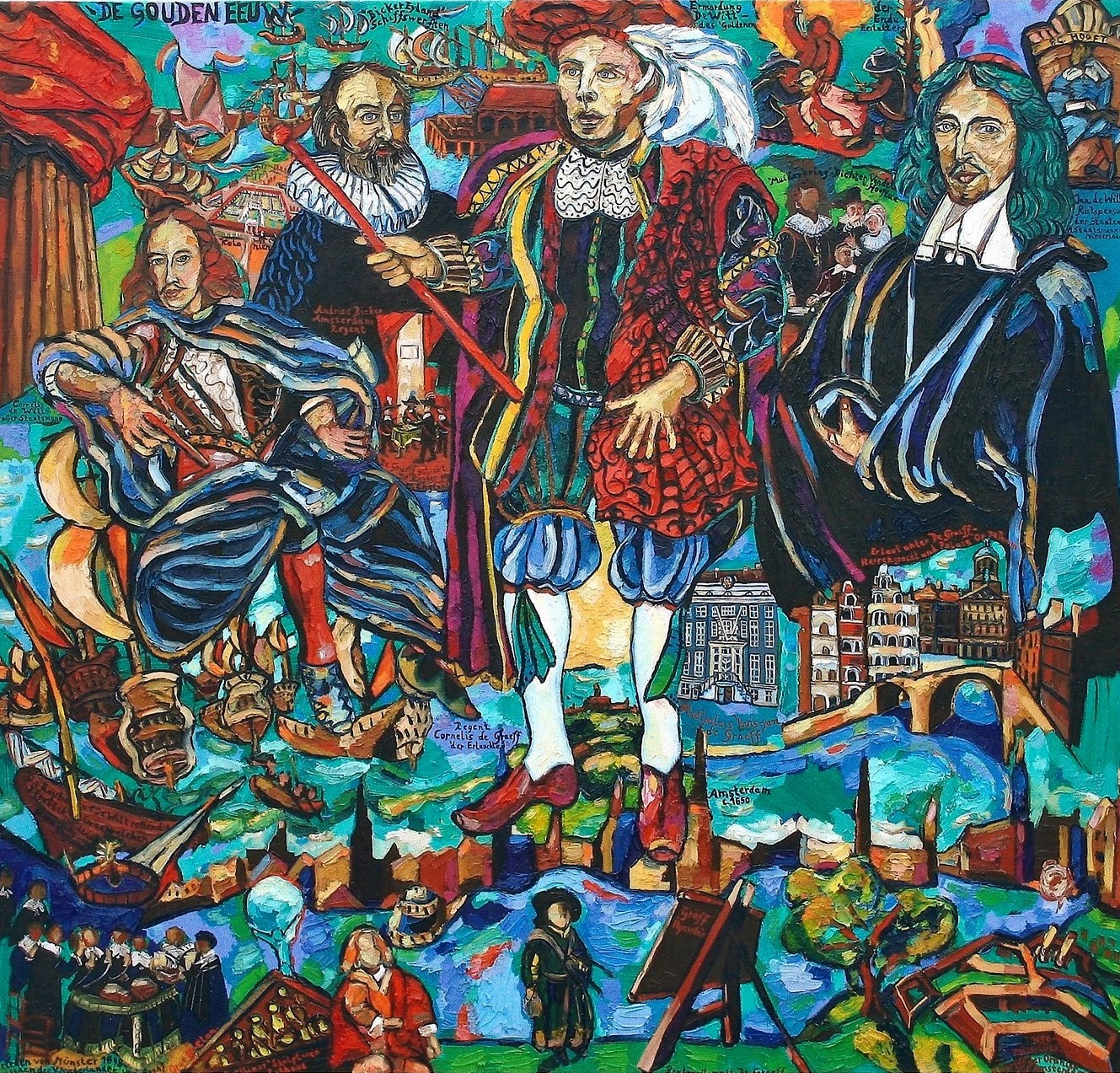
Dipinto storico "De Gouden eeuw" sulle famiglie De Graeff, Bicker e De Witt nel Secolo d'oro olandese. I protagonisti vengono mostrati intorno a Cornelis de Graeff (centrale) e ai suoi parenti Johan de Witt (giusto), Cornelis de Witt (sinistra) e Andries Bicker (secondo da sinistra), nonché ad alcuni eventi importanti di quel tempo. (dipinto di Matthias Laurenz Gräff, 2007)

I De Witt erano un'influente famiglia aristocratica della città di Dordrecht. La famiglia acquistò importanza con Cornelis de Witt (1623-1672) e il fratello Johan de Witt (1625-1672).

## Le origini
Le prime notizie sull'origine della famiglia risalgono al XIII secolo, con Jan de Witt (*-1295). Successivamente acquistò notorietà con Cornelis Fransz de Witt (1545–1622), Reggente e Sindaco di Dordrecht. La famiglia De Witt, insieme a De Graeff e Bicker, favorì le trattative di pace con il Sacro Romano Impero Germanico al termine della Guerra degli ottant'anni, che sfociarono con la firma della Pace di Vestfalia nel 1648.

## Membri importanti
- Andries de Witt (1573–1637), Gran Pensionario d'Olanda
- Jacob de Witt (1589–1674), Signore di Manezee, Melissant e Crostryen, Reggenti di Dordrecht
- Cornelis de Witt (1623–1672), Sindaco di Dordrecht, Governatore di Putten
- Johan de Witt (1625–1672), Signore di Zuid- e Noord-Linschoten, Snelrewaard, Hekendorp e IJsselveere, Gran Pensionario d'Olanda